# Blast! (muziek)
Blast! is een muzikale Broadwayproductie, gecreëerd door James Mason en Cook Group, de organisatie van het Star of Indiana Drum and Bugle Corps. Blast! won in 2001 de Tony Award voor Beste speciale theatrale evenement en ook in 2001 de Emmy Award voor Beste choreografie.

## Geschiedenis
Het Star of Indiana Drum and Bugle Corps, opgericht in 1984, deed mee in de Drum Corps International (DCI) tussen 1985 en 1993. Het werd in 1991 wereldkampioen en was een gerespecteerd korps. Na 1993 verliet het Star of Indiana Drum and Bugle Corps het DCI-circuit om op tournee te gaan met het koperkwintet Canadian Brass met het programma Brass Theater. Op 14 december 1999 trad het voor het eerst op in het London Apollo in Hammersmith, en op 23 augustus 2000 in het Wang Center in het Amerikaanse Boston. Op 14 april 2001 ging Blast! in het Broadway theatre in première, waarna het vanaf 7 september van datzelfde jaar in Saint Louis op een nationale tournee ging.
Na het succes van de originele Blast!-productie, toerde in het seizoen 2002-2003 de productie Blast II Shockwave door de Verenigde Staten. De productie bevatte onder andere houtblazers en een visueel ensemble. Deze tweede tournee is, in tegenstelling tot de originele productie Blast!, niet op cd of dvd uitgebracht.

## Instrumentarium
Het instrumentarium uit Blast! bestaat enkel uit koperblaasinstrumenten en percussie, een verwijzing naar de wortels in de Drum & Bugle corpswereld. De muzikanten uit Blast! gebruiken trompetten, mellofoons, baritonhoorns, tuba's, trombones, hoorns en heel veel percussie, waaronder kleine troms, tenortroms, bass drums, xylofoons, marimba's en pauken.

## Muziek

### Blast!

#### Eerste deel
- "Boléro" – (M. Ravel)
- "Color Wheel" – (J. Lee)
- "Split Complimentaries" – (J. Talbott)
- "Everybody Loves the Blues" – (M. Ferguson/N. Lane)
- "Loss" – (D. Ellis)
- "Simple Gifts"/"Appalachian Spring" – (A. Copland)
- "Battery Battle" – (T. Hannum/J. Lee)
- "Medea" – (S. Barber)

#### Tweede deel
- "Color Wheel Too" – (J. Vanderkolff)
- "Gee, Officer Krupke!" (uit West Side Story) – (L. Bernstein/S. Sondheim)
- "Lemon Techno" – (J. Vanderkolff)
- "Tangerinamadidge" – (B. Epperson/J. Vanderkolff)
- "Land of Make Believe" – (C. Mangione)
- "Spiritual of the Earth":
  - "Marimba Spiritual" – (M. Miki)
  - "Earth Beat" – (M. Spiro)
- "Malagueña" – (E. Lecuona)

### Blast II Shockwave

#### Eerste deel
- "Starburst" – (E. Finkel/G. Krupa)
- "Prelude, Fugue, and Riffs" – (L. Bernstein)
- "First Circle" – (L. Mays/P. Metheny)
- "Blue Rondo a la Turk" – (D. Brubeck)
- "Guaguanco" – (A. Sandoval)
- "God Bless the Child" – (A. Herzog Jr./B. Holiday)
- "Drum, Drum, Drum" – (L. Prima)
- "Adagio for Strings" – (S. Barber)
- "Channel One Suite" – (W. Reddie)

#### Tweede deel
- "Excerpts from Carmina Burana" – (C. Orff)
- "Good Vibrations" – (B. Wilson/The Beach Boys)
- "Star Children" – (D. Ellis)
- "Uninvited" – (A. Morissette)
- "Turkish Bath" – (D. Ellis)
- "Bohemian Rhapsody" – (F. Mercury)
- "Lullaby for Nancy Carol" – (C. Mangione)
- "Swing, Swing, Swing" – (J. Williams)